# محوطه سیاه برک موسی کلایه
محوطه سیاه برک موسی کلایه مربوط به دوران‌های تاریخی پس از اسلام است و در شهرستان املش، بخش رانکوه، روستای موسی کلایه واقع شده و این اثر در تاریخ ۲ بهمن ۱۳۸۲ با شمارهٔ ثبت ۱۰۷۰۴ به‌عنوان یکی از آثار ملی ایران به ثبت رسیده است.